# Johann Kammerhofer
Johann Kammerhofer (* 2. Oktober 1921 in Steyr; † 8. Juni 1983 ebenda) war ein österreichischer Politiker (ÖVP) und von 1971 bis 1981 Abgeordneter zum Nationalrat.
Kammerhofer besuchte nach der Pflichtschule die Berufsschule und war danach beruflich als Kaufmann und Fleischermeister tätig. Ihm wurde der Berufstitel Kommerzialrat verliehen. Er war in der Kammer der gewerblichen Wirtschaft ab 1965 als Bezirksstellenobmann in Steyr aktiv und wurde 1967 zum Kammerrat gewählt. Zudem fungierte er als Bezirksgruppenobmann des Wirtschaftsbundes für die Region Steyr-Land. Des Weiteren war er Vorsitzender des Überwachungsausschusses in der Sozialversicherungsanstalt der gewerblichen Wirtschaft und von 1975 bis 1980 Landesinnungsmeister der Fleischer. Zwischen 1968 und 1974 wirkte er als Vorstandsmitglied der Fremdenverkehrskommission in Steyr und war ab 1969 Vorstandsmitglied der Sparkasse Steyr. Kammerhofer vertrat die ÖVP zwischen dem 4. November 1971 und dem 8. Oktober 1981 als Abgeordneter im Nationalrat.